# Клаудія Кеннеді
Клаудія Джин Кеннеді (англ. Claudia Jean Kennedy, нар. 14 липня 1947 року, Франкфурт, американська зона окупації Німеччини) — американська військовослужбовиця. Перша жінка, яка отримала звання генерал-лейтенанта армії США (21 травня 1997). Обіймала посаду заступниці начальника розвідки штабу армії збройних сил США. Вийшла у відставку в 2000 році після сексуального скандалу: оголосила, що в 1996 році прямо в її кабінеті в Пентагоні її домагався генерал-майор Ларрі Сміт.
Після виходу у відставку опублікувала книгу мемуарів «Generally Speaking». Її називали серед імовірних претенденток на посаду віцепрезидента США у разі перемоги Барака Обами на президентських виборах 2008 року.
Її ім'я увічнене в Залі слави військової розвідки США.

## Біографія
Народилася 14 липня 1947 року у Франкфурті. Батько — Кері Ендрю Кеннеді (Cary Andrew Kennedy), кадровий військовий: у званні молодшого лейтенанта пройшов Другу світову війну в Європі, після закінчення якої вирішив залишитися в армії. У 1946 році ненадовго повернувся до США, де одружився з Томмі Джин Хейгуд (Tommie Jean Haygood), і з нею повернувся до окупованої Німеччини. Кері Кеннеді служив у складі транспортного корпусу і брав сім'ю з собою на нові місця служби. Клаудія Кеннеді навчалася у школах Японії та Ізраїлю. У 1964 році батько Клаудії отримав звання полковника і разом з родиною повернувся в США.
Клаудія Кеннеді вступила в університет Southwestern (нині — Роуд колледж) у Мемфісі, на старшому курсі пішла служити в жіночу допоміжну службу сухопутних військ (WAC). Після закінчення університету в 1969 році зі ступенем бакалавра філософії вирішила продовжити службу в армійській розвідці у званні молодшого лейтенанта.
Кеннеді служила в демілітаризованій зоні в Південній Кореї. В ході служби вона командувала ротою, розвідувальними батальйонами на Гавайських островах і в Німеччині. Після присвоєння звання бригадного генерала в 1993 році Кеннеді обіймала посаду старшого офіцера розвідки при континентальному командуванні Сухопутних військ. У 1997 році вона стала першою в історії США жінкою генерал-лейтенантом і була призначена заступницею начальника штабу армії з розвідки. Кеннеді приводили як видатний приклад жінки, яка зробила кар'єру в армії.
У 1999 році Кеннеді повідомила, що в 1996 році пережила сексуальні домагання з боку колеги генерал-майора Ларрі Сміта (Larry Smith), який «недоречно торкався її» й намагався поцілувати в кабінеті Пентагону. Коли стало відомо, що Сміт буде призначений помічником головного інспектора з армії і буде відповідати, в тому числі, за боротьбу з сексуальним насильством та іншими порушеннями серед кадрового складу, Кеннеді направила офіційну скаргу, яка збіглася з іншими гучними скандалами, пов'язаними з сексуальними домаганнями щодо жінок в армії. За підсумками розслідування Сміт отримав офіційний догану і подав у відставку. У відповідь на саму Кеннеді подали скаргу, що в 1980-х роках вона зраджувала чоловікові з товаришами по службі, проте попереднє розслідування спростувало ці звинувачення як безпідставні.
Після цього скандалу у червні 2000 року Кеннеді подала у відставку, попри те, що багато хто вважали її претенденткою на посаду директора агентства національної безпеки США. Після відходу у відставку працювала експерткою з військових питань в CNN і NBC News.
У 2001 році Кеннеді збиралася брати участь у виборах в сенат від штату Вірджинія як кандидатка від демократичної партії, але після атаки 11 вересня вирішила зняти свою кандидатуру, залишивши республіканського кандидата Джона Вільяма Ворнера без суперника. У тому ж році вона видала у співавторстві з Малкольмом Макконнеллом книгу мемуарів «Generally Speaking».
У 2004 році Кеннеді підтримала на виборах кандидата в президенти США від демократів Джона Керрі і виступала радницею. 
Вона відома своїми висловлюваннями на підтримку сексуальних меншин і закликами до скасування політики «Не питай, не говори» (don't ask, don't tell) стосовно гомосексуальних військовослужбовців в армії США. Кеннеді входить до громадської організації «Проєкт американської безпеки» (American Security Project), виступала зі статтею у Washington Monthly проти катувань в'язнів в Абу-Грейб і Гуантанамо.
В ході президентської кампанії 2008 року Кеннеді висловлювалася на підтримку Гілларі Клінтон. Вона висловила схвалення позиції Клінтон про виведення військ з Іраку, уточнивши, що ні вона, ні Клінтон не виступають проти самої війни і того, що в Іраку залишиться антитерористичний контингент. У червні 2008 року Кеннеді називали однією з потенційних кандидатів на посаду віцепрезидента США в парі з кандидатом в президенти від демократів Бараком Обамою. Вважалося, що на її користь повинно зіграти доброзичливе ставлення до секс-меншин, армійське минуле і підтримка білих виборчинь, готових голосувати за Клінтон. Однак 23 серпня 2008 року Обама заявив, що його напарником стане сенатор від штату Делавер Джо Байден.
У червні 2010 року Кеннеді була призначена головою консультативного комітету у справах військовослужбовиць Міністерства оборони (Defense Advisory Committee on Women in the Services). Вона займала посаду до 30 вересня 2011 року.
Влітку-восени 2012 року Кеннеді згадувалася як співголова комітету, відповідального за розробку платформи Демократичного національного з'їзду 2012 року (National Democratic Convention's Platform Committee).
Кеннеді одружена з канадським бізнесменом Гарольдом С. Гедлі (Harold S. Hadley). Перший шлюб 1996 року розірвала. 
Нагороджена орденом «Легіон пошани», почесною медаллю «За відзнаку на військовій службі», медаллю «За особливі заслуги», подячною медаль за службу в Сухопутних військах і знаком штабу армії.